# Linnaea yunnanensis
Linnaea yunnanensis är en tvåhjärtbladig växtart som först beskrevs av Adrien René Franchet, och fick sitt nu gällande namn av Christenh. Linnaea yunnanensis ingår i släktet linneor, och familjen Linnaeaceae. Inga underarter finns listade i Catalogue of Life.